# Teapa Ocotempa
Teapa Ocotempa är en ort i Mexiko.   Den ligger i kommunen Mixtla de Altamirano och delstaten Veracruz, i den sydöstra delen av landet, 240 km öster om huvudstaden Mexico City. Teapa Ocotempa ligger 2 198 meter över havet och antalet invånare är 162.
Terrängen runt Teapa Ocotempa är bergig åt nordost, men åt sydväst är den kuperad. Teapa Ocotempa ligger uppe på en höjd. Runt Teapa Ocotempa är det ganska tätbefolkat, med 199 invånare per kvadratkilometer. Närmaste större samhälle är Zongolica, 9,8 km norr om Teapa Ocotempa. I omgivningarna runt Teapa Ocotempa växer huvudsakligen savannskog.